# The KLF
The KLF va ser una banda musical anglesa originària de Londres. Es va mantenir activa entre finals dels 80 i principis dels 90, i durant aquests anys, van realitzar llançaments amb diferents noms, tals com The Justified Ancients of Mu Mu o The Timelords.

## Història
El 1988, un dels primers singles creats per Cauty i Drummond, "Doctorin' the Tardis", va arribar al número 1 en les llistes britàniques. La cançó és primordialment un collage amb peces del tema per a la sèrie de televisió "Doctor Who", de "Blockbuster" de Sweet i del clàssic de Gary Glitter "Rock and Roll (Part Two)". Cauty i Drummond sempre van presumir d'haver participat en la primera creació deliberada d'un número 1 i fins i tot van escriure un estudi, "The Manual (How to Have a Number One the Easy Way)", sobre, entre altres coses, com el fet de reciclar a Gary Glitter suposa un èxit segur almenys una vegada a la dècada. Abans, el 1987, amb "Withney Joins The JAMs", l'estratègia de col·lisió amb l'establishment havia consistit a barrejar mostres del tema de "Mission: Impossible" amb parts de "I Wanna Dance with Somebody (Who Loves Me)". Però l'exemple més memorable va resultar haver estat "The Queen and I", el qual utilitzava grans parts del senzill de ABBA "Dancing Queen". L'enregistrament va rebre l'atenció dels advocats de la banda sueca i, després d'una intensa batalla legal, l'àlbum va haver de ser retirat de les botigues. Drummond i Cauty van viatjar a Suècia amb l'esperança de ser rebuts per ABBA i arribar a un acord, juntament amb un periodista i un fotògraf de la revista NME i la resta de les còpies del LP. No duent-se a terme la reunió, la qual cosa sí es va realitzar va ser la crema cerimonial d'aquestes còpies i el llançament de les seves cendres al Mar del Nord. "Artísticament justificat", sempre segons Cauty.
El 1990, Cauty havia creat juntament amb Alex Paterson el projecte ambient anomenat The Orb. Decisivament influenciats pel material que The Orb estava creant, Drummond i Cauty graven "Chill Out". Conceptualment, s'@tratar la crònica d'un viatge nocturn pel sud dels Estats Units. Indisimuladamente sonen Elvis Presley, Fleetwood Mac, Acker Bilk, un Oberheim OB-8, una guitarra pedal steel —referència a les col·laboracions de Daniel Lanois amb Brian Eno— així com molts altres ambients. En 1996, la revista Mixmag inclou el disc entre els cinc enregistraments més importants de la història de la música Dance.
El 1991 The KLF, el més popular dels varis noms artístics utilitzats pels britànics Bill Drummond i Jimmy Cauty, acrònim aparent de Kopyright Liberation Front ("Front per l'alliberament dels drets d'autor") -alguna cosa mai desmentit per ells—, edita "The White Room", amb la declarada intenció de crear el primer disc Dance pur, sense punts de referència amb música anterior alguna, en particular sense elements del rock and roll. Definit pels seus autors com Pure Tràngol, tres dels seus senzills capitanearon les llistes de l'època: "What Time is Love?", "3 A. m. Eternal" i "Last Train to Trancentral".
Anticipant-se a la seva retirada, al febrer de 1992, durant el lliurament dels Brit Awards, l'actuació the The KLF va ser acompanyada amb la base musical del grup anglès de crust punk Extreme Noise Terror, tal com es va publicar una de les versions del tema "3 AM Eternal", amb ràfegues de metralladora en l'últim redoblament amb munició de salva sobre el públic. Va seguir l'eliminació completa del seu catàleg en les tendes i la crema pública d'un milió de lliures esterlines. Drummond i Cauty van declarar llavors estar disposats a tornar al negoci únicament després de la finalització del conflicte entre Israel i el poble palestí, en al·lusió a alguna cosa que ni ha succeït ni té traces de succeir. Des de llavors, només van reaparèixer en una ocasió, actuant en cadires de rodes.